# 加納經濟
加納經濟擁有多元化的豐富基礎，包括生產和出口數碼產品、製造和出口汽車和船舶、出口資源如碳氫化合物和工業礦物，人均國內生產總值是西非最高的國家之一，是2011年全球增長最快的經濟體。
2012年，加納國內經濟以服務業為主，佔國內生產總值的一半，僱用勞動人口的28%。加納的工業發展仍然是基本的，通常與塑膠有關，如椅子、塑膠袋、刮鬍刀、鋼筆，也有與礦物和石油相關的工業。2013年53.6％的勞動人口從事農業。
2007年7月，加納進行貨幣改值，從塞地（₵）改為加納塞地（GH₵），每10,000塞地可兌換1加納塞地。
加納是非洲第二大黃金生產國，僅次於南非，也是第二大可可生產國，擁有豐富的鑽石、錳礦石、鋁土礦和石油資源。該國大部分債務在2005年被免除，其後政府支出大幅增加，加上油價暴跌，導致經濟危機，迫使政府在2015年4月與國際貨幣基金組織談判，擴展信貸額度9.2億美元。

## 稅制
加納的消費稅以增值稅形式徵收，1998年推行時採取單一稅率10%，2000年上調為12.5%，2007年9月改為多重稅率。所得稅和公司稅的最高稅率為25%，其他稅項包含增值稅(VAT)、國家醫療保險稅和資本增值稅，2013年整體稅務負擔相當於國內總收入的12.1%，國家預算相當於國內生產總值的39.8%。

## 製造業
加納的工業基礎相對先進，進口替代行業有電子製造業。Rlg Communications是第一家組裝筆記本電腦、桌面電腦和流動電話的非洲公司，也是西非最大的信息及通信技術（ICT）和手機製造商。
加納開發汽車業，建造堅固的運動型休旅車（SUV）原型SMATI Turtle 1，適用於非洲的崎嶇地形。2014年起生產城市電動汽車。
2012年，該國有四家主要紡織業公司。
加納國家石油公司（Ghana National Petroleum Corporation）和加納石油公司（Ghana Oil Company）從事勘探、開採和提煉原油和天然氣。

## 電信業
加納的電信統計數據顯示，2013年使用的手機號碼約2,633.6萬組。電信業發展來自流動電話公司的競爭，每100人超過80人是固網或流動電話的用戶。
加納的媒體自由度是非洲最高之一，新聞自由指數在非洲排名第三位、全球排名第30位。加納憲法中，第12章保障新聞自由和傳媒獨立，第2章禁止媒體審查。加納在1992年恢復新聞自由。
加納是最早連接互聯網的非洲國家之一，2010年持牌互聯網服務供應商共有165間，營運29條光纖，授權VSAT網絡運營商有176間，其中57間正在營運，獲授權向公眾開放的網絡運營商有99間，專用數據和分組交換網絡運營商有25間。

## 數據
下表顯示1980年至2017年的主要經濟指標，通脹低於5％標為綠色。

| 年份 | 國內生產總值 （購買力平價，單位︰十億美元） | 人均國內生產總值 （購買力平價，單位︰美元） | 國內生產總值增長率 （實際） | 通脹率 （百分比） | 政府債務 （佔國內生產總值的百分比） |
| ---- | ------------------------------------------- | ------------------------------------------- | --------------------------- | ----------------- | ----------------------------------- |
| 1980 | 9.8                                         | 974                                         | ▲0.4 %                      | ▲50.0 %           | n/a                                 |
| 1981 | ▲10.3                                       | ▲978                                        | ▼−3.5 %                     | ▲116.5 %          | n/a                                 |
| 1982 | ▼10.2                                       | ▼918                                        | ▼−6.9 %                     | ▲22.5 %           | n/a                                 |
| 1983 | ▼10.1                                       | ▼862                                        | ▼−4.8 %                     | ▲122.2 %          | n/a                                 |
| 1984 | ▲11.4                                       | ▲925                                        | ▲9.0 %                      | ▲40.0 %           | n/a                                 |
| 1985 | ▲12.3                                       | ▲978                                        | ▲5.1 %                      | ▲10.3 %           | n/a                                 |
| 1986 | ▲13.2                                       | ▲1,023                                      | ▲5.2 %                      | ▲24.5 %           | n/a                                 |
| 1987 | ▲14.2                                       | ▲1,071                                      | ▲4.8 %                      | ▲39.8 %           | n/a                                 |
| 1988 | ▲15.5                                       | ▲1,142                                      | ▲5.6 %                      | ▲31.4 %           | n/a                                 |
| 1989 | ▲17.0                                       | ▲1,217                                      | ▲5.1 %                      | ▲25.2 %           | n/a                                 |
| 1990 | ▲18.2                                       | ▲1,272                                      | ▲3.3 %                      | ▲37.2 %           | 28.3 %                              |
| 1991 | ▲19.8                                       | ▲1,350                                      | ▲5.3 %                      | ▲18.1 %           | ▼27.4 %                             |
| 1992 | ▲21.0                                       | ▲1,399                                      | ▲3.9 %                      | ▲10.0 %           | ▲34.1 %                             |
| 1993 | ▲22.3                                       | ▲1,448                                      | ▲3.7 %                      | ▲24.9 %           | ▲51.0 %                             |
| 1994 | ▲23.6                                       | ▲1,494                                      | ▲3.6 %                      | ▲24.9 %           | ▲76.6 %                             |
| 1995 | ▲25.2                                       | ▲1,551                                      | ▲4.2 %                      | ▲59.3 %           | ▼67.8 %                             |
| 1996 | ▲26.8                                       | ▲1,611                                      | ▲4.6 %                      | ▲44.5 %           | ▼60.5 %                             |
| 1997 | ▲28.6                                       | ▲1,676                                      | ▲4.8 %                      | ▲24.8 %           | ▲65.7 %                             |
| 1998 | ▲30.3                                       | ▲1,730                                      | ▲4.7 %                      | ▲19.2 %           | ▼57.2 %                             |
| 1999 | ▲32.1                                       | ▲1,787                                      | ▲4.4 %                      | ▲12.5 %           | ▲78.8 %                             |
| 2000 | ▲34.0                                       | ▲1,847                                      | ▲3.7 %                      | ▲25.1 %           | ▲119.1 %                            |
| 2001 | ▲36.2                                       | ▲1,918                                      | ▲4.2 %                      | ▲32.9 %           | ▼87.2 %                             |
| 2002 | ▲38.5                                       | ▲1,986                                      | ▲4.5 %                      | ▲14.8 %           | ▼81.9 %                             |
| 2003 | ▲41.2                                       | ▲2,076                                      | ▲5.2 %                      | ▲26.6 %           | ▼74.2 %                             |
| 2004 | ▲44.7                                       | ▲2,195                                      | ▲5.6 %                      | ▲12.7 %           | ▼57.6 %                             |
| 2005 | ▲48.8                                       | ▲2,337                                      | ▲5.9 %                      | ▲15.1 %           | ▼47.7 %                             |
| 2006 | ▲53.4                                       | ▲2,494                                      | ▲6.3 %                      | ▲11.7 %           | ▼26.2 %                             |
| 2007 | ▲57.2                                       | ▲2,605                                      | ▲4.3 %                      | ▲10.7 %           | ▼31.0 %                             |
| 2008 | ▲63.7                                       | ▲2,827                                      | ▲9.2 %                      | ▲16.5 %           | ▲33.6 %                             |
| 2009 | ▲67.3                                       | ▲2,912                                      | ▲4.8 %                      | ▲13.1 %           | ▲36.1 %                             |
| 2010 | ▲73.5                                       | ▲3,100                                      | ▲7.9 %                      | ▲6.7 %            | ▲46.3 %                             |
| 2011 | ▲85.5                                       | ▲3,519                                      | ▲14.0 %                     | ▲7.7 %            | ▼42.6 %                             |
| 2012 | ▲95.3                                       | ▲3,822                                      | ▲9.3 %                      | ▲7.1 %            | ▲47.9 %                             |
| 2013 | ▲104.0                                      | ▲4,069                                      | ▲7.3 %                      | ▲11.7 %           | ▲57.2 %                             |
| 2014 | ▲110.2                                      | ▲4,204                                      | ▲4.0 %                      | ▲15.5 %           | ▲70.2 %                             |
| 2015 | ▲115.7                                      | ▲4,302                                      | ▲3.8 %                      | ▲17.2 %           | ▲72.2 %                             |
| 2016 | ▲121.3                                      | ▲4,399                                      | ▲3.7 %                      | ▲17.5 %           | ▲73.4 %                             |
| 2017 | ▲134.0                                      | ▲4,740                                      | ▲8.4 %                      | ▲12.4 %           | ▼71.8 %                             |

## 進口及出口
2016年，加納主要出口產品是原油（26.6億美元）、黃金（23.9）、可可豆（22.7）、可可漿（3.82）和可可脂（2.52），主要出口至瑞士（17.3億美元）、中國（10.6）、法國（9.39）、印度（7.89）和荷蘭（7.78）；主要進口產品是精煉石油（2.18億美元）、原油（5.46）、黃金（4.28）、大米（3.28）和包裝藥品（2.97），主口進口自中國（41億美元）、荷蘭（15.8）、美國（11）、尼日利亞（9.2）和印度（6.68）。

## 私人銀行業務
加納的金融服務業近年來進行大幅改革，2007年通過銀行業（修訂）條例，向符合資格的銀行發出一般銀行牌照，使境外銀行能在該國營運，容許非居民個人和外國公司在加納開立離岸銀行賬戶。

### 股票交易所
加納證券交易所是非洲規模最大的交易所之一，2012年市值合共572億加納塞地（折合約1,804億人民幣），其中以南非證券交易所居首。

## 能源

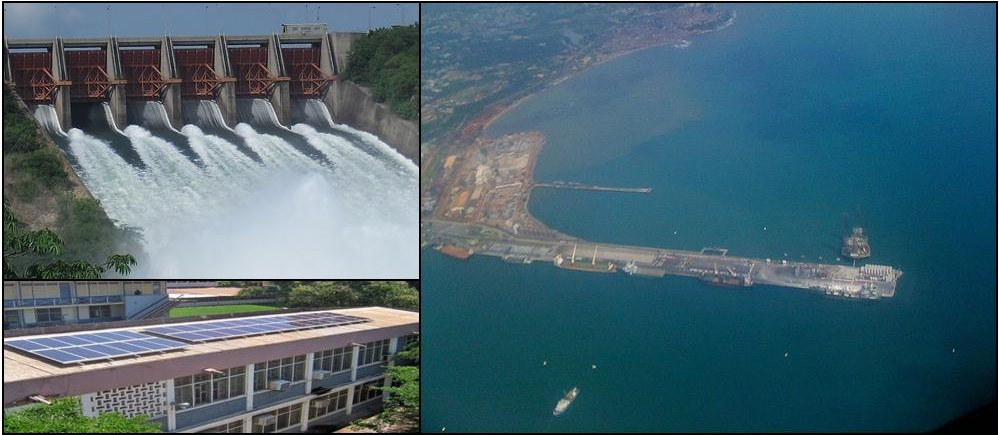
加納的水力發電站、太陽能發電站、石油和天然氣工業

2012年12月，加納的再生能源比例佔49.1%，部分能源向鄰國出口。

### 太陽能
加納國土的陽光充足，開始積極興趣太陽能發電站，目標在2016年成為全球首個太陽能佔6%發電量的國家。Nzema計劃興建全非洲最大的光伏設施（PV）和太陽能發電站，向超過10萬戶家庭提供電力，發電站能生產155兆瓦電力，為全國發電量提高6%。
再生能源投資公司Blue Energy負責建設全球第四大太陽能發電站，耗資7.4億加納塞地（折合約2.48億英鎊），公司總部設於英國，多數股權由Stadium Group的成員持有和斥資，而Stadium Ggroup是管理金額達25億英鎊的大型歐洲私人資產和開發公司。
加納使用光伏技術將太陽光直接轉化成電能，有別於非洲許多太陽能項目利用聚光太陽能熱發電。2013年底前開始安裝超過63萬套太陽能光伏組件，計劃在2014年初投入發電，在2015年底全力運作。

### 風能

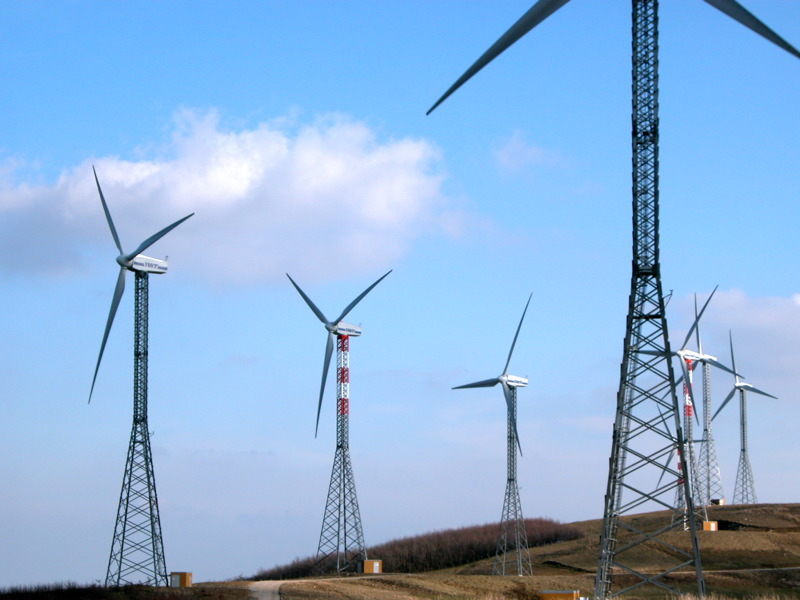
風力發電廠的風力發動機

加納的風能資源屬於4至6級，疾風地區包括恩寬塔（Nnkwanta）、阿克拉平原、夸胡和甘巴加山區，估計每年最大可用風能資源500至600吉瓦時（GWh）。為方便比較，2011年最大的阿科松博水電站發電量為6,495吉瓦時，加上所有地熱能源，總產電量為11,200吉瓦時。上述估計數字不考慮進一步限制因素，如土地使用限制、現有電網的覆蓋範圍（與風能資源的距離）。風能有潛力成為重要能源來源，安裝容量可達一成，佔發電潛力總量的5%左右。

### 生物能源

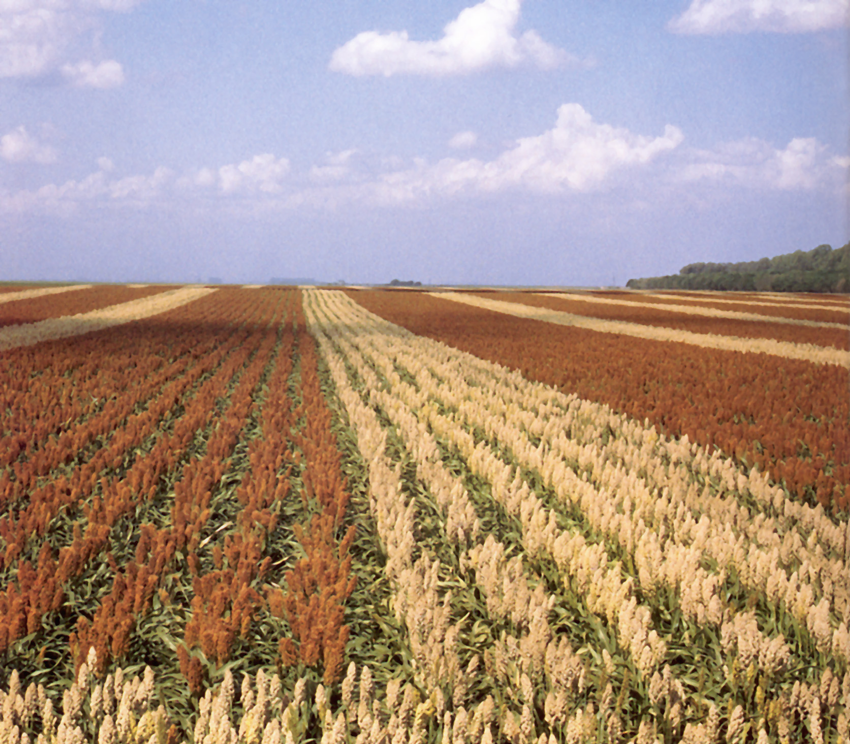
高粱種植園

加納設立機制，吸引生物質和生物能源領域的投資，以刺激農村發展、創造就業機會和節省外匯。
加納大量退化的耕地可用作種植作物和植物以轉換成多種固體和液體生物燃料，而開發替代運輸燃料有助增加未來能源供應的多樣化和穩定性。在生物能源的生產方面，主要投資領域包括運輸、貯存、配送、銷售、營銷和出口。
關於生物能源，加納能源業政策的目標是持續現代化和檢視生物能源的利益。在蘊藏和消耗方面，加納的主要能源來自生物質如乙醇和生物柴油。有見及此，2010年加納能源部制定能源業策略及發展規劃，指示在不導致森林砍伐的情況下維持木材燃料的供應和效率利用。
該計劃支持私營機構投資種植生物燃料原料、提取生物油和提煉副產品，提供相關財政和稅務優惠。2011年加納頒佈再生能源法，為私人機構提供發展再生能源的必要財政誘因，亦對生物和木材燃料項目的控制和管理作出詳細規定，國家石油管理局負責按照公式為石油定價。
氣候變化和全球經濟動盪，逼使政策制定者、工業和發展從業員尋找可行且持續的生物燃料解決方案。

目前，巴西從玉米和甘蔗提取乙醇，是世界上最大的生物燃料市場。

### 能源消耗
加納的工業化步伐急速，2009年全國人均耗電量為265千瓦，發電是實現國家經濟發展的關鍵因素之一。電力短缺導致供電不穩，因而增加對再生能源的興趣。

## 碳氫化合物和採礦

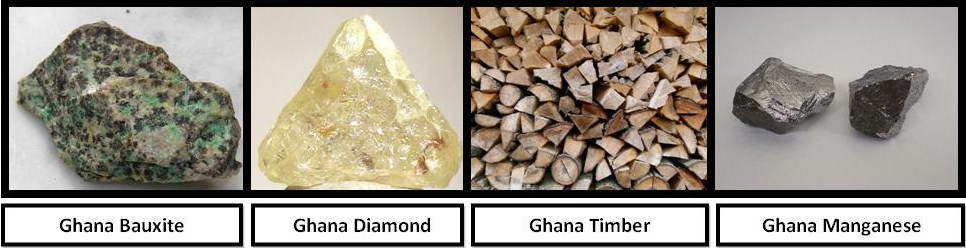
加納的礦產資源：鋁土礦、鑽石、木材和錳

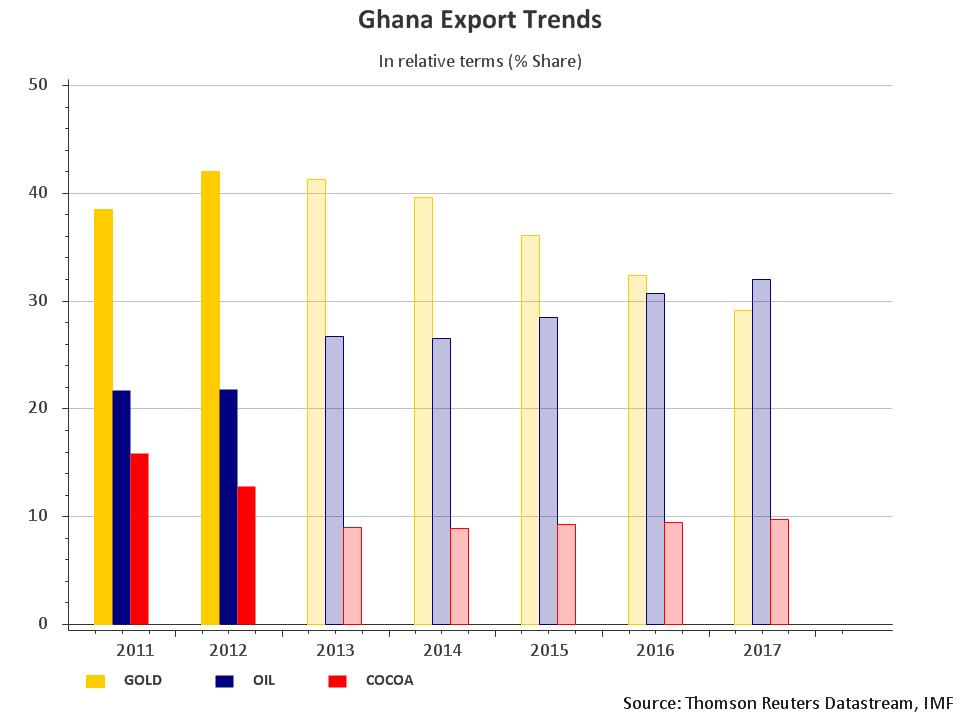
加納的石油出口佔所有出口的百分比增加

加納的石油儲備為50至70億桶（7.9至11億立方米），2007年發現的大型油田蘊藏30億桶(4.8億立方米)原油，原油量隨著一直進行的石油勘探而不斷增加。2010年12月15日至2011年6月期間，加納每日生產約12萬桶原油，預計2014年增加至每日250萬桶。
加納有豐富的天然氣資源，由多間外國跨國公司開發。碳氫化合物產業對加納的地區和城市發展有重大的影響，而影響將可能在未來幾年大幅增加。
在踏入21世紀後，礦業對加納經濟的重要性增加，2007年增長約30%，主要礦物有鋁土礦、金礦和磷酸鹽，該國是全世界最大的黃金生產國之一。

## 旅遊業

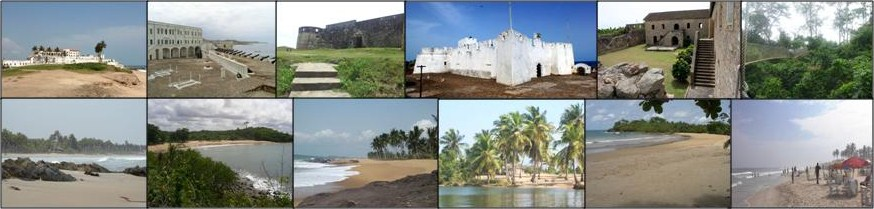
加納旅遊目的地

加納旅遊局非常重視旅遊業的進一步支持和發展。2009年，旅遊業佔國內生產總值的4.9%，旅客人次約50萬，旅遊景點包括城堡、堡壘、國家公園、海灘、自然保護區、風景地貌、世界遺產建築和遺址。
《福布斯》雜誌根據2010年旅客調查，在2011年把加納列為世界上第十一位最友善的國家，排名高於其他調查涵蓋的非洲國家。
進入加納須持有政府授權的簽證，只有某些前往公幹的企業家除外。

## 農業
2013年，53.6％勞動人口從事農業，農業企業只佔國內生產總值的一小部分，主要作物有玉米、芭蕉、大米、小米、高粱、木薯和山藥。農作物是加納農業的關鍵部分，有別於牲畜業、林業和漁業。

## 《加納︰2020年願景》與工業化
1995年，加納政府發布經濟計劃《加納︰2020年願景》，通過私人投資、快速積極工業化、直接和進取的扶貧工作，以減少貧困，實現加速經濟增長、提高國民生活質量的目標。當局持續把國有企業國有化，在300間半國營企業中，加納政府擁有約三分之二。政府的結構調整方案下，推行其他改革措施，如增加匯率管制、封閉經濟、增加進口限制。
在符合下列前提下，包括政治和經濟穩定、執行與私營機構增長相關的政策議程、在社會服務、基礎設施和工業化方面花費大量公共支出，《加納︰2020年願景》預測該國在2020至2039年間將躋身高收入經濟體和新興工業化國家行列。
| 2013年出口 | 2013年出口 | 2013年進口 | 2013年進口 |  |
| 國家       | 百分比     | 國家       | 百分比     |  |
| ---------- | ---------- | ---------- | ---------- |  |
| 南非       | 46.89%     | 中國       | 12.46%     |  |
| 荷蘭       | 12.32%     | 奈及利亞   | 11.76%     |  |
| 印度       | 5.49%      | 美国       | 8.86%      |  |
| 英国       | 3.57%      | 比利时     | 5.15%      |  |
| 马来西亚   | 3.32%      | 印度       | 4.35%      |  |
| 瑞士       | 2.76%      | 英国       | 3.93%      |  |
| 其他       | 25.65%     | 其他       | 53.49%     |  |

## 經濟透明度

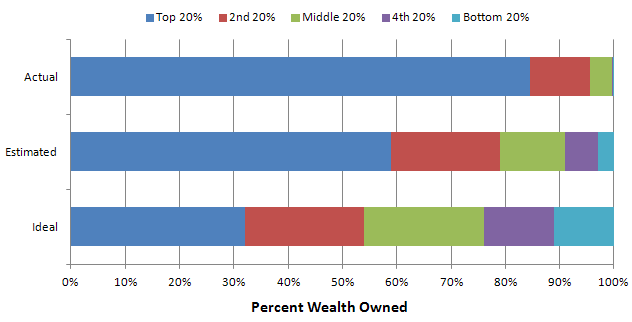
2013年加納社會財富分佈，大部分財富由兩成人口擁有。

加納的司法制度打擊腐敗、不當的經濟作業方式、經濟欠缺透明度。 雖然經濟顯著進步，但障礙依然存在，因此需要改革體制和改進產權。整體投資體制缺乏市場透明度，必須先解決上述問題以維持經濟高速增長。

## 外部連結
- Google Earth Map of the oil and gas infrastructure in Ghana（页面存档备份，存于）
- World Bank Trade Summary Statistics Ghana（页面存档备份，存于）